# Валле-Кастеллана
Валле-Кастеллана (итал. Valle Castellana) — коммуна в Италии, располагается в регионе Абруццо, в провинции Терамо.
Население составляет 1158 человек (2008 г.), плотность населения составляет 9 чел./км². Занимает площадь 134 км². Почтовый индекс — 64010. Телефонный код — 0861.
В коммуне 25 марта особо празднуется Благовещение Пресвятой Богородицы.

## Демография
Динамика населения:

## Администрация коммуны
- Официальный сайт: http://www.comune.vallecastellana.te.it/